# Autolib’
Autolib’ war ein öffentliches Carsharing-Angebot mit Elektroautos des Modells Bluecar im Ballungsraum Paris. Das vom Bolloré-Konzern betriebene Projekt startete im Dezember 2011 mit 250 Fahrzeugen. 2017 standen an 1100 Stationen in Paris und Umgebung 4000 Fahrzeuge bereit. Mitte 2018 wurde es wegen mangelnder Rentabilität eingestellt; das Defizit betrug zu diesem Zeitpunkt mehrere hundert Millionen Euro. Der Name Autolib’ ist ein Kofferwort aus automobile (Auto) und liberté (Freiheit).
Das Carsharing-System von Bolloré wurde ab 2013 auch in weiteren französischen Städten eingeführt (als bluely in Lyon und bluecub in Bordeaux) und startete 2015 im US-amerikanischen Indianapolis. Im September 2014 vereinbarten Bolloré und Renault eine Zusammenarbeit, wodurch in Lyon und Bordeaux auch Elektroautos dieses Herstellers in die Mietwagenflotte aufgenommen wurden.

## Projekt

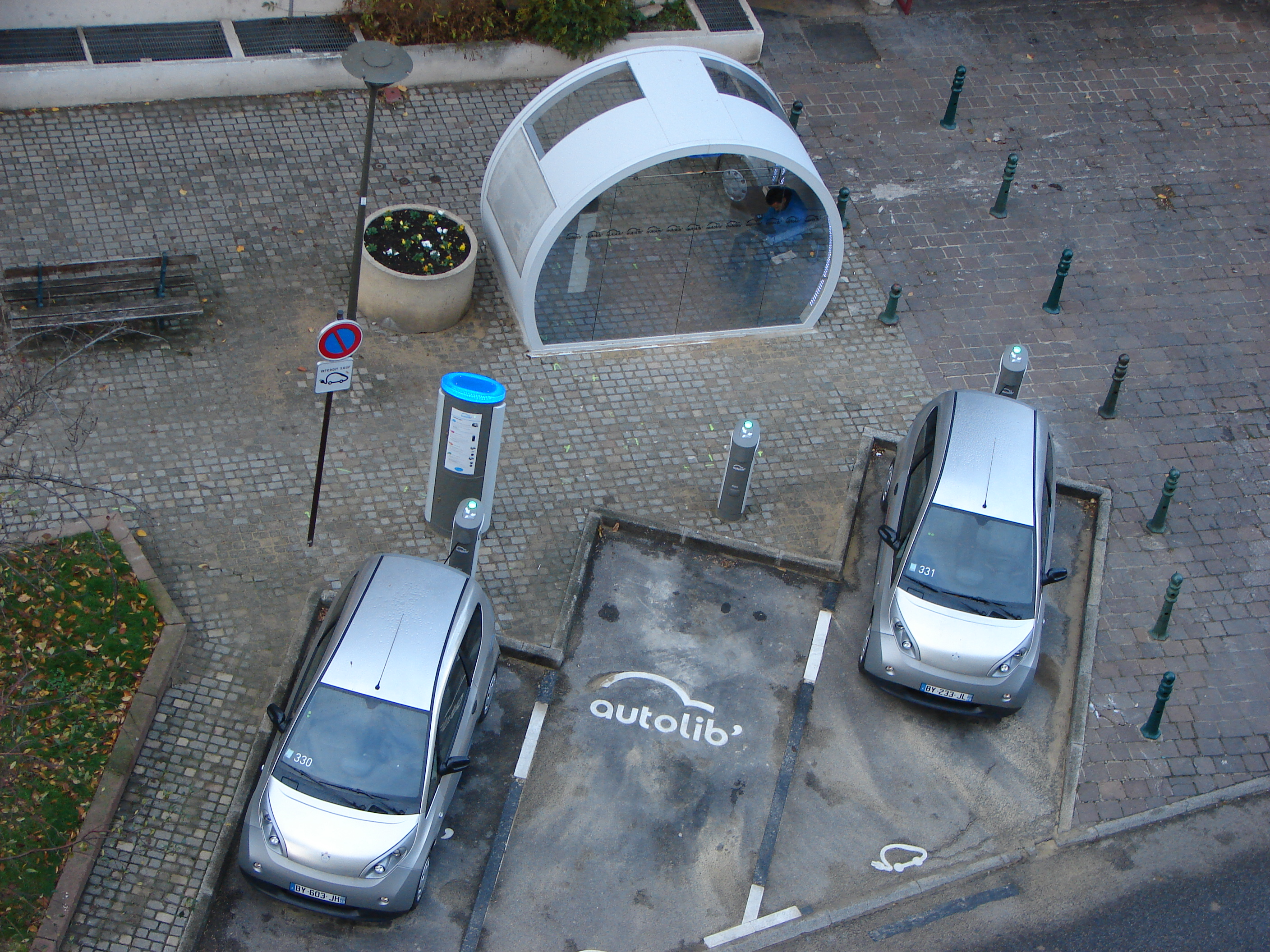
Autolib’-Station mit Service-Pavillon

Autolib’ entstand auf Initiative des damaligen Pariser Bürgermeisters Bertrand Delanoë, der es zu seiner Wiederwahl im Frühjahr 2008 zum Thema machte. Das System war an das seit 2007 bestehende öffentliche Fahrradverleihangebot Vélib’ angelehnt. Die Fahrzeuge brauchten nicht an den Ausgangsort zurückgebracht zu werden, sondern konnten an anderen Autolib’-Parkplätzen abgestellt werden. Über das in die Bluecars eingebaute Navigationssystem konnten freie Standplätze an Autolib’-Stationen ermittelt und reserviert werden.
Systemstart war am 5. Dezember 2011 mit 250 Bluecars. Die Zahl der Abonnenten wuchs im ersten Jahr von rund 8.000 Ende Januar auf gut 47.000 Ende November 2012. Ende März 2015 meldete Autolib’ 75.000 aktive Abos. Im ersten Betriebsjahr wurde 820.000-mal ein Bluecar entliehen – meist von jüngeren Menschen aus Paris im Alter zwischen 18 und 34 Jahren. Durchschnittswerte pro Fahrt waren eine Distanz von neun Kilometern und eine Leihdauer von 40 Minuten. Autolib’ galt in den ersten Jahren seines Betriebs als erfolgreich, Umfragen sollen 2012 eine Kundenzufriedenheit von 95 Prozent ergeben haben.
Ende November 2012 waren 720 Stationen (mit 3500 Ladestellen) und 1750 Bluecars in Betrieb. Der Ausbauplan bis 2013 sah für die Stadt Paris und 46 ihrer Nachbargemeinden etwa fünftausend Ladestellen an mehr als eintausend Stationen (davon siebenhundert in Paris) und rund dreitausend Fahrzeuge vor. 2017 wurden 4000 Fahrzeuge an 1100 Stationen in der Region Paris bereitgestellt.

### Verlauf der Ausschreibung 2008–2010
In einer Pressemitteilung der Stadt Paris von Oktober 2008 zur geplanten Ausschreibung war von Fahrzeugen mit „geringem Schadstoffausstoß“ die Rede. Die Anforderungen wurden später zunächst auf Hybridfahrzeuge, schließlich auf Elektroautos spezifiziert.
Im Dezember 2009 schrieb ein Syndicat mixte, ein Zweckverband der am Projekt interessierten Gemeinden, den Betrieb von Autolib’ öffentlich aus. Von ursprünglich sechs Bewerbern waren nach einer Vorauswahl im März 2010 noch drei im Rennen: VTLIB’ (Veolia), der Mischkonzern Bolloré sowie ein Konsortium aus Avis Budget Group, SNCF, RATP und Vinci.
Die drei Finalisten schlugen folgende Fahrzeuge vor:
- den Peugeot iOn (VTLIB’)[15]

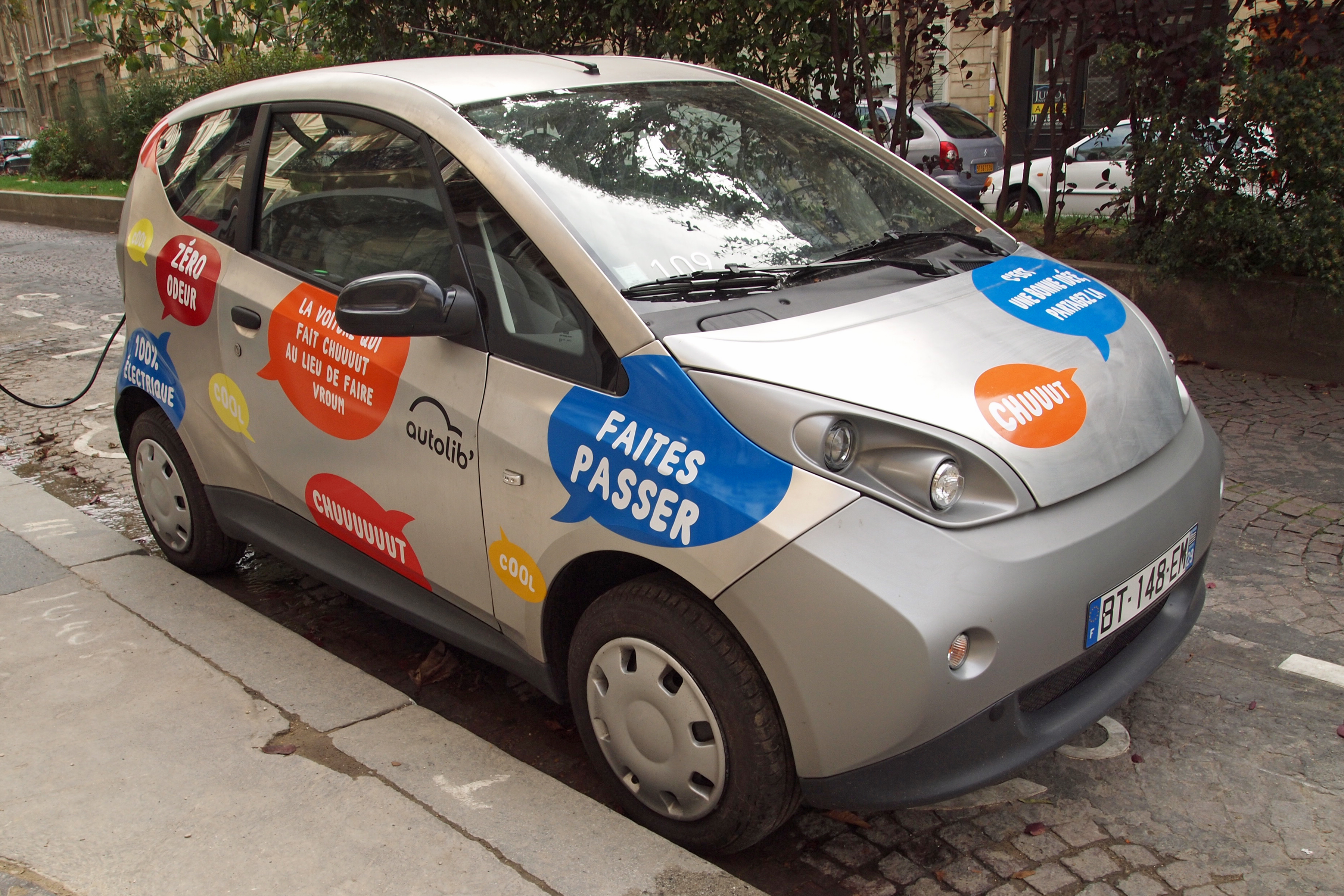
Das Bluecar

- den smart Fortwo (Avis–SNCF–RATP–Vinci)
- das Bluecar (Bolloré).[14]

Den Zuschlag erhielt am 16. Dezember 2010 Bolloré.

### Investitionen
Die Gesamtinvestitionssumme wurde zum Vergabezeitpunkt auf 200 Millionen Euro geschätzt.
Davon:
- 60 Millionen Euro vom Betreiber
- 35 Millionen Euro Paris
- 15 Millionen Euro von den restlichen Kommunen, die jede Parkstation mit 50.000 Euro subventionierten (Summe bei 300 Stationen in den Vororten).

## Kosten des Abonnements
Es wurden vier Abonnements angeboten: für 120 Euro pro Jahr, 25 Euro pro Monat, 10 Euro pro Woche oder ohne Abogebühr für einen Tag. Hinzu kamen Nutzungskosten von 5,50 bis 9 Euro pro halbe Stunde. Für Familien gab es Vergünstigungen.
Zur Registrierung waren ein Führerschein, ein Lichtbildausweis und eine Kreditkarte erforderlich. Außer in der Autolib-Zentrale konnte sie an Fahrzeug-Standplätzen durchgeführt werden, welche mit einem Service-Pavillon (espace d'abonnement) ausgestattet waren, von dem über eine Videoverbindung zur Zentrale die Registrierung vorgenommen und die Chipkarte für die Fahrzeugbenutzung ausgegeben wurde.

## Ladesäulen
Die Ladesäulen, an denen die Bluecars geladen wurden, wurden ebenfalls von Bolloré geliefert. Sie waren mit einem Kabel mit Typ-1-Stecker versehen.
Mit dem erworbenen Know-how für den Betrieb und die Reservierung von Ladeplätzen gelang es der Bolloré-Gruppe im Dezember 2013, den Betrieb des im Mai 2011 gegründeten Ladenetzwerks Source London mit 300 Stationen und 1400 Ladepunkten zu übernehmen. Das Londoner Ladenetz sollte bis 2018 auf 6000 Ladepunkte ausgebaut werden. 2015 folgte die Vorstellung einer Rechtslenker-Variante des Bluecar, mit der ab 2016 in London ein Carsharing betrieben werden sollte.
Ein weiteres Ladesäulennetzwerk mit 16.000 Ladepunkten für Frankreich kündigte die Bolloré-Gruppe im Dezember 2014 an. Die Stationen sollten so über das ganze Land verteilt werden, dass die nächstgelegene Ladestation nie weiter als 40 km entfernt gelegen hätte. Um eine Überlastung des Netzes zu vermeiden, sollten die Stationen an Typ-2-Steckdosen eine langsame Ladung mit max. 7,4 kW Ladeleistung abgeben. Im Februar 2015 wurde die Umsetzung bis 2019 angekündigt, wobei die Hälfte der Stationen bereits 2016 installiert werden sollten.

## Stromherkunft
Autolib’ bezog seinen Strom von Électricité Réseau Distribution France (ERDF), einer 100-prozentigen Tochtergesellschaft der Électricité de France (EDF). EDF erzeugte den Strom 2010 zu 74,5 Prozent nuklear, 9,2 % in konventionellen Wärmekraftwerken, 16,2 % mit Wasserkraft und 0,1 % aus weiteren regenerativen Energieträgern wie Windkraft.

## Einstellung des Betriebs
Die Stadt Paris stellte das Projekt aufgrund aufgelaufener Verluste von ca. 300 Millionen Euro am 31. Juli 2018 ein. Die Zahl der Abonnenten hatte sich innerhalb von zwei Jahren auf ca. 150.000 halbiert.
Im Mai 2020 endete nach vier Jahren auch das Projekt BlueIndy in Indianapolis.